# Hellcat Ace
Hellcat Ace es un videojuego de simulador de vuelo de combate de 1982 escrito por Sid Meier para la familia Atari de 8 bits y publicado por MicroProse como su primer programa. El juego fue un éxito inmediato y llevó a Meier a escribir varios lanzamientos nuevos para la plataforma Atari. Hellcat Ace se trasladó más tarde al Commodore 64 en 1983 y al IBM PC en 1984.

## Modo de juego
El jugador vuela un Grumman F6F Hellcat en una serie de misiones. La pantalla inicial permite al usuario seleccionar una misión del 1 al 10, cada una con dificultad creciente. Se enumeran cuatro misiones adicionales, pero no se pueden seleccionar directamente en la versión original. Cuando una misión se completa con éxito, el juego pasa a la siguiente misión.
Al ingresar a una misión, el jugador se encuentra dentro del Hellcat, el cual vuela sobre el Océano Pacífico. Normalmente se comienza a 10,000 pies de altitud, volando hacia el norte a 200 mph. En la primera misión, Flying Tiger, la tarea es derribar un bombardero japonés que se coloca directamente frente al jugador a la misma altura y, por lo tanto, se puede derribarlo fácilmente con una sola ráfaga de metralla. En la segunda misión, Pearl Harbor, el bombardero es reemplazado por un hidroavión algo más resistente, y así sucesivamente.

## Desarrollo y lanzamiento
Sid Meier compró una computadora Atari 800 en 1980 y comenzó a escribir juegos en Atari BASIC . Mostró su primer trabajo, Hostage Rescue, a sus padres; su madre quedó tan absorta que finalmente tuvo que obligarse a soltar la palanca de mando.
En 1982, Meier trabajaba para una empresa de cajas registradoras en Baltimore. Amigos mutuos sabían del interés de Meier en los simuladores de vuelo y le presentaron a Bill Stealey, un expiloto militar que entonces trabajaba en planificación estratégica en General Instrument. Los dos se conocieron en Las Vegas en el verano de 1982 durante las reuniones y encontraron a Red Baron en la sala de juegos del MGM Grand. Meier venció repetidamente a Stealey en el juego, ya que Meier pudo predecir constantemente los próximos movimientos del juego.
Meier afirmó que podía escribir un juego mejor que Red Baron en su computadora doméstica en una semana; Stealey respondió que lo vendería si Meier pudiera escribirlo. A pesar de la estimación inicial de una semana de Meier, Hellcat Ace tardó dos meses en completarse. Stealey vendió cincuenta copias en su primera reunión de ventas y se formó MicroProse para vender el juego. En una entrevista de 1996, Stealey recordó hacerse pasar por un cliente y llamar a las tiendas de informática para preguntar si vendían Hellcat Ace; luego llamaría a las tiendas como él mismo y les vendería el juego. Dijo: «Todos estos muchachos terminaron siendo mis clientes habituales. Todos sabían la estafa que les hice y todos dijeron: 'Bill, fue un gran juego'. Y vendieron una tonelada».
Hellcat Ace fue un éxito y dio lugar a varios juegos nuevos en rápida sucesión; Spitfire Ace fue esencialmente un Hellcat Ace modificado lanzado el mismo año, NATO Commander de 1983 fue un juego de guerra clásico, y el F-15 Strike Eagle de 1984 volvió al lado de la simulación de vuelo y fue un éxito, eventualmente vendiendo más de 1 millón de copias.
Muchos años después, la máquina Red Baron del MGM Grand original en la que Meier y Stealey jugaron fue rastreada con la ayuda de ejecutivos de Bally Midway e instalada en las oficinas de MicroProse.

## Recepción de la crítica
Antic revisó el juego en mayo de 1983 y lo resumió diciendo: «Si bien los gráficos no son impresionantes, el juego se juega bien y mantiene su interés con múltiples niveles de habilidad y una variedad de escenarios». El revisor elogió la simulación general y señaló que «las acrobacias aéreas de lujo se realizan fácilmente; los bucles, los giros de barril, los giros en 'S' divididos y Immelman son todos posibles» Concluye diciendo que la única mejora obvia serían mejores efectos gráficos, pero que esto no resta valor a la jugabilidad, recomendándolo a cualquier persona interesada en los simuladores de vuelo.

### Citas
1. 1 2 3  Plotkin, 1983, p. 82.
2. 1 2  Jahromi, 2021.
3. 1 2 3  CGW, 1988, p. 9.
4. 1 2  Ranii, David (15 de septiembre de 1996). «Wild Bill is flying again». The News & Observer (en inglés) (Raleigh, Carolina del Norte). p. 4F. Consultado el 14 de enero de 2023.
5. ↑  Meier, Sid (2020). Sid Meier's Memoir!: A Life in Computer Games (en inglés). W. W. Norton & Company. ISBN 978-1324005872. «I had just churned out my fourth title, Spitfire Ace, which was the kind of game we'd probably call an expansion pack today. It used the same code base as Hellcat Ace, but moved the battle scenarios from the Pacific to the European theater. [Acababa de producir mi cuarto título, Spitfire Ace, que era el tipo de juego que probablemente llamaríamos un paquete de expansión hoy. Usaba el mismo código base que Hellcat Ace, pero movió los escenarios de batalla del Pacífico al teatro europeo.]».
6. ↑  «2006 Walk of Game Inductees, 2006 Lifetime Achievement, Sid Meier» (en inglés). Walk of Game. n.d. Archivado desde el original el 29 de mayo de 2007. Consultado el 27 de agosto de 2007.